# Journeyman (álbum)
Journeyman es el undécimo álbum de estudio del músico británico Eric Clapton, publicado por la compañía discográfica Reprise Records en 1989.
El álbum fue anunciado como un retorno a la forma de Clapton, que había luchado durante mediados de la década de 1980 con su adicción al alcohol. Parte del álbum tiene un sonido electrónico influido por la escena del rock de la década, aunque también incluye canciones blues como "Before You Accuse Me", "Running on Faith" y "Hard Times". Clapton obtuvo un notable éxito con "Bad Love", que ganó el Grammy a la mejor interpretación vocal de rock masculina y alcanzó el puesto uno en la lista Mainstream Rock Tracks. Otro sencillo, "Pretending", también llegó al puesto número uno el año anterior, manteniéndose en lo más alto de la lista durante cinco semanas ("Bad Love" estuvo tres).
Aunque Journeyman obtuvo solo un éxito comercial moderado, alcanzando el puesto dieciséis en la lista estadounidense Billboard 200, se convirtió en su primer disco de estudio en alcanzar el estatus de doble platino al vender más de dos millones de copias en los Estados Unidos. Fue también mencionado por el propio músico como uno de sus trabajos favoritos.

## Lista de canciones
1. "Pretending" (Jerry Lynn Williams) – 4:46
2. "Anything for Your Love" (Williams) – 4:11
3. "Bad Love" (Eric Clapton, Mick Jones) – 5:13
4. "Running on Faith" (Jerry Lynn Williams) – 5:33
5. "Hard Times" (Ray Charles) – 3:14
6. "Hound Dog" (Jerry Leiber, Mike Stoller) – 2:26
7. "No Alibis" (Williams) – 5:32
8. "Run So Far" (George Harrison) – 4:07
9. "Old Love" (Clapton, Robert Cray) – 6:24
10. "Breaking Point" (Marty Grebb, Williams) – 5:32
11. "Lead Me On" (Cecil Womack, Linda Womack) – 5:52
12. "Before You Accuse Me" (Ellas McDaniel) – 4:00

## Personal
- Eric Clapton: voz, guitarra y dobro
- Nathan East: bajo y coros
- Jim Keltner: batería, percusión y pandereta
- Phil Collins: batería y coros
- David Sanborn: saxofón alto
- Robert Cray: solo de guitarra en "Old Love" y "Before You Accuse Me"
- Phil Palmer: guitarra
- John Tropea: guitarra rítmica
- George Harrison: guitarra y coros (en "Run So Far")
- Cecil Womack: guitarra acústica y coros
- Jerry Lynn Williams: guitarra y coros
- Gary Burton: vibráfono
- Jeff Bova: ssintetizador y programación
- Jimmy Bralower: programación
- Alan Clark: teclados y órgano Hammond
- Robbie Kondor: sintetizador, armónica, teclados, vocoder y programación de batería
- Rob Mounsey: sintetizador
- Robby Kilgore: sintetizador
- Greg Phillinganes: sintetizador, piano, teclados y coros
- Richard Tee: piano y Fender Rhodes
- Carol Steele: percusión, conga y pandereta
- Linda Womack: voz
- Daryl Hall: coros
- Tawatha Agee: coros
- Lani Groves: coros
- Chaka Khan: coros
- Tessa Niles: coros
- Vanessa Thomas: coros
- Hank Crawford: saxofón alto
- Ronnie Cuber: saxofón barítono
- David "Fathead" Newman: saxofón tenor
- Jon Faddis: trompeta
- Lew Soloff: trompeta
- Pino Palladino: bajo

## Posición en listas
| Lista (1989–1990)                 | Posición |
| --------------------------------- | -------- |
| Australia (ARIA)                  | 27       |
| Austria (Ö3 Austria)              | 29       |
| Canadá (RPM)                      | 7        |
| Dinamarca (Hitlisten)             | 10       |
| Estados Unidos (Billboard 200)    | 16       |
| Francia (SNEP)                    | 17       |
| Alemania (Media Control Charts)   | 16       |
| Italia (FIMI)                     | 11       |
| Japón (Oricon)                    | 29       |
| Nueva Zelanda (Recorded Music NZ) | 43       |
| Noruega (VG-lista)                | 2        |
| Países Bajos (Album Top 100)      | 9        |
| Suecia (Sverigetopplistan)        | 3        |
| Suiza (Schweizer Hitparade)       | 7        |